# John Turberville Needham

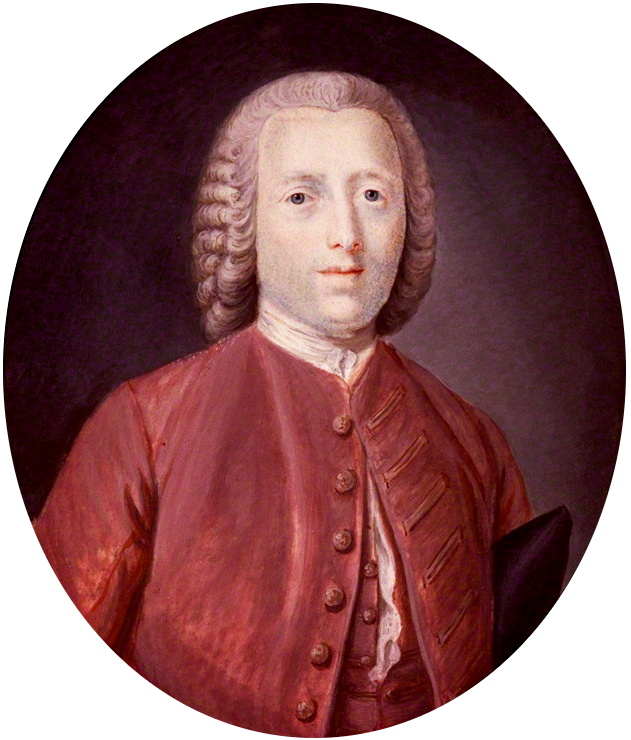
John Turberville Needham. Porträt von Jean Baptiste Garand († 1780)

John Turberville Needham (* 10. September 1713 in London; † 30. Dezember 1781 in Brüssel) war ein römisch-katholischer Priester und englischer Naturforscher.

## Leben und Wirken
Er war der älteste Sohn des Rechtsanwaltes John Needham und seiner Ehefrau Margaret Lucas Needham.
Er besuchte seit dem 10. Oktober 1722 das katholische Kolleg in Douai, Collège catholique anglais de Douai  und anschließend 1738 das Priesterseminar in Cambrai.  Am 8. März 1731 erhielt er in Arras seine Tonsur und wurde am 31. Mai 1738 in Cambrai zum Priester geweiht.
Anschließend, im Jahre 1740, ging er nach England zurück, wo er in leitender Funktion an einem Kolleg in Twyford in Hampshire, school for catholic youth at Twyford wirkte. Von 1744 an lebte er für 15 Monate in Lissabon, wo er an einem englischen Kolleg Philosophie lehrte.
Needham hatte sich immer schon für Naturwissenschaften interessiert, die folgenden Jahre verbrachte er zum Teil in London, teils in Paris und machte wichtige mikroskopische Beobachtungen, die er in den Philosophical Transactions of the Royal Society of London aus dem Jahre 1749 beschrieb. So stellte er fest, dass Infusorien durch Kochen abgetötet werden können. Im Jahre 1751 reiste Needham ins Ausland und war als Erzieher des Earl of Fingall und Mr. Howard of Corbie tätig. Anschließend begleitete er Lord Gormanston und Mr. Towneley in der gleichen Funktion, und schließlich Charles Dillon, ältester Sohn von Henry Dillon, 11. Viscount Dillon (1705–1787) mit ihm verbrachte er fünf Jahre in Frankreich und Italien (1762–1767). Am Ende dieser Reise ging er nach Paris zurück und wurde am 26. März 1768 zum Mitglied der Royal Academy of Sciences in London gewählt wurde.
John Needham gründete in Brüssel im Jahre 1773 die Académie impériale et royale des Sciences et Belles-Lettres de Bruxelles an welcher er als Direktor bis zum Jahre 1780 wirkte. Er wurde 1768 zum korrespondierenden Mitglied der Académie des sciences in Paris berufen. Mit Georges-Louis Leclerc de Buffon führte im Jahre 1748 mikroskopische Untersuchungen durch.
Die Regierung ernannte ihn zu einem Kanonikus in der Stiftskirche von Dendermonde, collegiate church of Dendermonde, am 29. November 1773 wechselte er als Kanonikus in der Stifts- und königlichen Kirche von Soignies in Hennegau, St. Vincent. Darüber hinaus wurde er am 19. September 1771 zum Mitglied der Real Sociedad Bascongada de Amigos del País in Vitoria-Gasteiz Spanien, am 10. Oktober 1779 in der Société Libre d’Émulation de Liège  und am 28. Juli 1781 in der Society of Antiquaries of Scotland gewählt. Die Experimente und Hypothese Needhams über die spontane Entstehung des Lebens wurden von dem französischen Philosophen und Aufklärer Paul Henri Thiry d’Holbach in seine Überlegungen für sein Werk System der Natur einbezogen.
Er starb in Brüssel am 30. Dezember 1781 und wurde in den Gewölben der Abtei von Coudenberg begraben.
In seinem Werk Observations upon the Generation, Composition, and Decomposition of Animal and Vegetable Substances (1748) versuchte er eine Theorie zur spontanen Erzeugung von Leben vorzulegen. Mit dieser vitalistischen Theorie wandte er sich gegen Auffassungen, die Lebensprozesse ausschließlich mit Hilfe von physikalischen und chemischen Gesetzen beschreiben wollten.

## Schriften (Auswahl)
- Observations upon the Generation, Composition, and Decomposition of Animal and Vegetable Substances. 1748.
- Philosophical Transactions of the Royal Society of London. 1749.
- New microscopical discoveries. 1745.